# Ballast

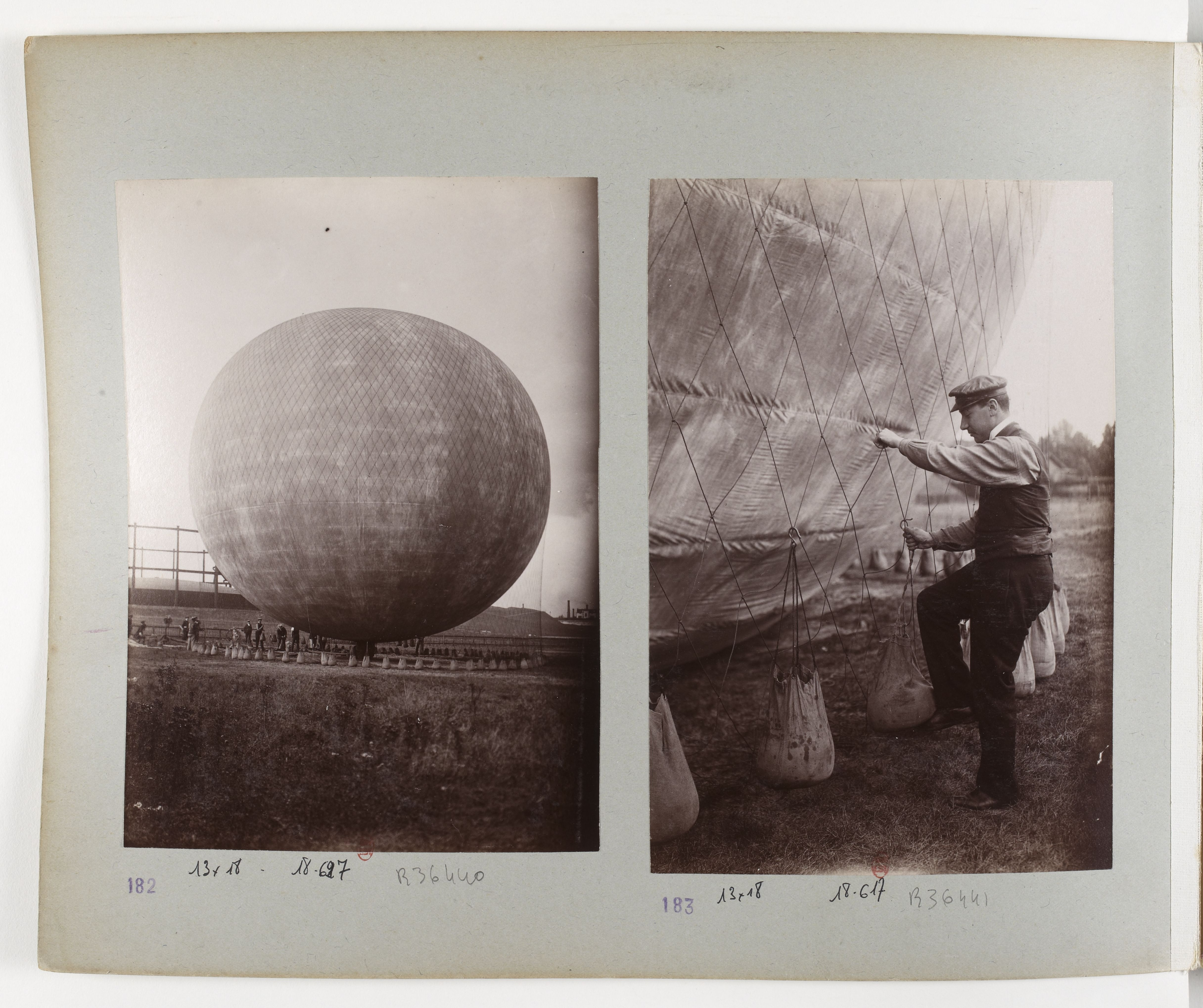
Füllen einer Ballonhülle mit Ballastsäcken am Netz, bei einem Gasometer (1901)

Als Ballast (von ndt. bare Last) wird Material von hohem Gewicht, aber geringem Wert bezeichnet. In der Schifffahrt dient Ballast zur Stabilisierung, in der Luftfahrt zur Regelung von Auftrieb bzw. Gleitwinkel und bei Kränen zur Tieferlegung des Schwerpunkts. Neben Wasserballast wird auch Sand verwendet, bisweilen auch Metalle oder Steine.

## Schifffahrt
In der Seefahrt verwendet man vor allem Wasserballast, der in speziellen Tanks mitgeführt wird. Er wird an Bord genommen, um zur notwendigen Stabilität des Schiffes beizutragen sowie den günstigsten Tiefgang und die erwünschte Trimmung zu erreichen. Ein Handelsschiff ohne Ladung fährt daher im maritimen Sprachgebrauch im Ballast oder in Ballast.
Bis ins 19. Jahrhundert bezeichnete man als Ballast auch eine schwere, doch fast wertlose Ladung wie Steine oder Sand.
Im Jacht- und Segelsport wird Wasserballast genutzt, um das aufrichtende Moment des Bootes/Schiffes zu erhöhen. Es wird Wasser in Tanks nach Luv gepumpt, um so das Fahrzeug aufrechter segeln zu können. Somit kann Gewicht im Kiel eingespart werden. Allerdings benötigt diese Technik einigen Raum (Tanks und Pumpentechnik) und wird daher fast ausschließlich bei Regattaschiffen eingesetzt. Der größte Teil des Ballastes wird in den Kiel eingegossen. Dafür eignet sich wegen seiner sehr hohen Dichte Blei besonders gut. Eisenschrott oder Beton finden ebenfalls Verwendung, weil diese kostengünstiger sind.
Bei Segelbooten kann – auch ohne segelsportliche Trimm-Ambitionen – Wasserballast verwendet werden, um ein Boot leichter transportierbar zu machen; erst beim Zuwasserlassen des Bootes wird dann der Ballast eingefüllt.
Um bei hohem Wasserstand eine niedrige Brücke unterfahren zu können, kann das Aufnehmen von Ballast zweckmäßig sein.

## Luftfahrt

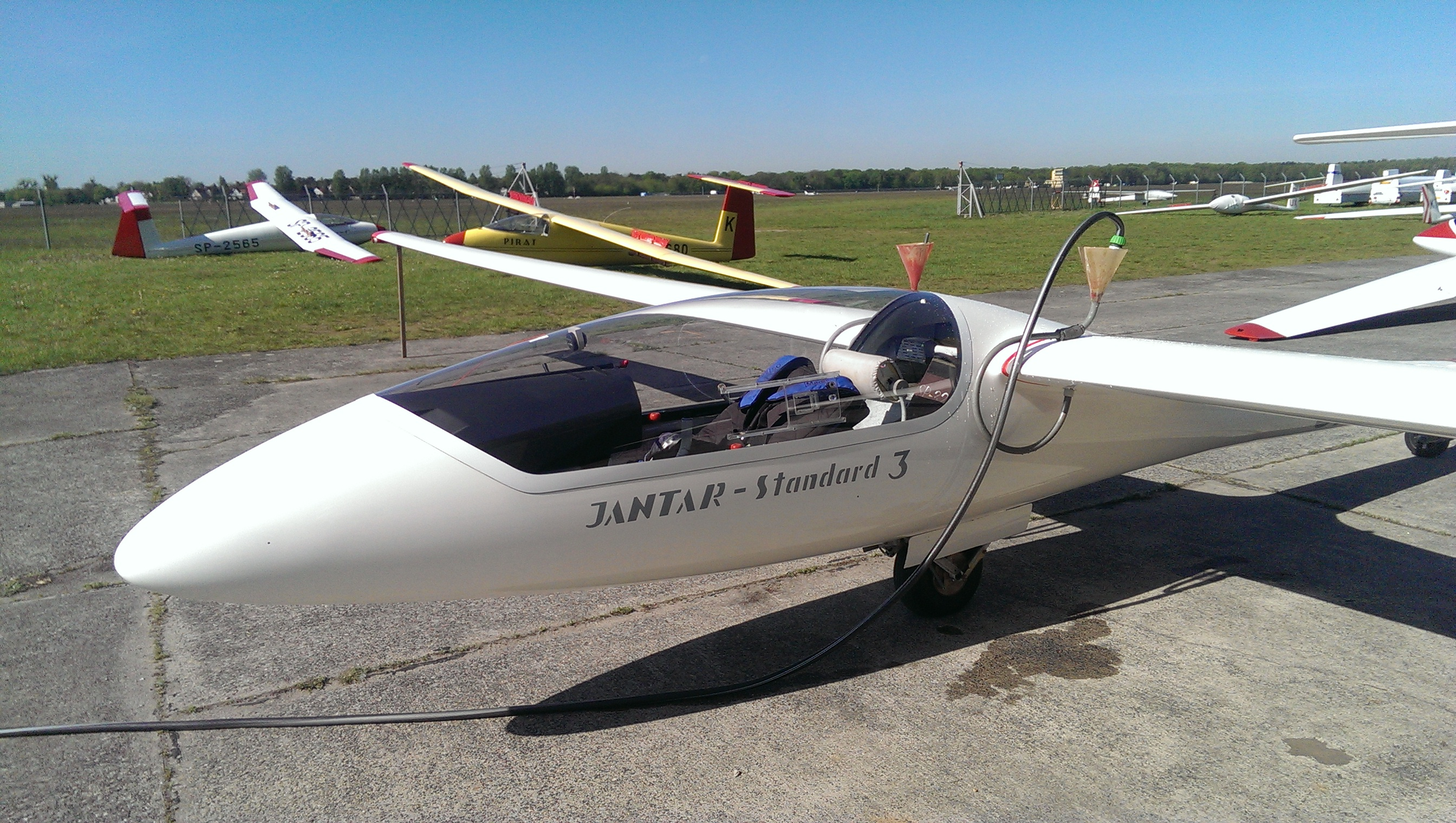
Füllen der Wasserballasttanks an einem Segelflugzeug SZD-48

Bei Fahrzeugen leichter als Luft (Ballone, Luftschiffe) wird Ballast beim Aufstieg mitgenommen, um später Auftriebsverluste ausgleichen zu können. Meist wird dazu Wasser- oder Sandballast mitgeführt, den man bei Bedarf abwerfen kann, um das Luftfahrzeug leichter zu machen. Ballastbedarf, um im Tagesgang wechselnden Auftrieb auszugleichen, kann bei mehrtägigen Fahrten die Fahrtdauer von Gas-Aerostaten limitieren. Ein Ausweg sind Heißluftballons oder Kombinationen mit Heißluftauftrieb.
Bei einigen großen Luftschiffen wurden früher Ballastwassergewinnungsanlagen eingesetzt, um den durch den Kraftstoffverbrauch auftretenden Auftriebsgewinn zu kompensieren. Einige Starrluftschiffe konnten so die Abgase der Motoren mittels Außenluft abkühlen und das kondensierende Wasser als Gewichtsausgleich für den verbrauchten Kraftstoff nutzen.
Hochleistungs-Segelflugzeuge verwenden (Wasser)-Ballast, um bei entsprechenden thermischen Verhältnissen ihre Grundgeschwindigkeit zu erhöhen, da die maximale Gleitzahl, und damit die Reichweite im Gleitflug, unabhängig vom Gewicht des Flugzeugs ist.
In der Erprobungsphase von neuen Fahrzeugen (Luftfahrzeuge, Schienenfahrzeuge) wird deren Verhalten bei verschiedenen Gesamtgewichten und Gewichtsverteilungen mithilfe von Ballast getestet.
An Modell-Flächenflugzeugen wird Blei- oder Eisenkugelballast auch genutzt, um die Lage ihres Schwerpunktes zu trimmen. Bei großen Flugzeugen wird Ladegut eher vorne oder hinten verstaut, um eine ausgeglichene Trimmung längs zu erreichen. Eine Quertrimmung kann über selektive Nutzung der in beiden Tragflächen liegenden Tanks erzielt werden. Um die Festigkeit oder Verformung von tragenden Strukturen (Längsträger, Kranarm, Tragfläche(nholm) …) zu testen, können an einer Reihe von Punkten Belastung simulierende Ballastgewichte angehängt werden.
Um unter Motorantrieb fahrende Luftschiffe (wie auch U-Boote) auf- oder abwärts zu steuern, kann das Verschieben von Ballast nach hinten bzw. vorne dienen. Verschieblicher Ballast wird oft realisiert durch die Möglichkeit, Wasser zwischen Tanks an verschiedenen Stellen umzupumpen.

## Wasserballast
Wasserballast wird verwendet bei:
- Standseilbahnen als Antrieb – Wasserballastbahnen
- Frachtschiffen
- Segelflugzeugen
- Segelschiffen
- Schwimmdocks
- Ölplattformen
- FLoating Instrument Platform (FLIP), kippbar um 90°

- U-Boote und
- Schiffe und
- Luftschiffe jeglicher Art verwenden Wasser als Ballast, um die Lage zu kontrollieren.

- Einige mobile Fahrgeschäfte und auch Achterbahnen verwenden Wasserballast, da eine Fixierung im Boden nicht möglich ist.

- Sonnenschirmständer

- Mitunter werden Festzelte, Hüpfburgen, Aufsprungrampen für Radakrobatik und andere Inflables mit etwa 1 m³ fassenden Kunststoff-Containern  auf Europalette als Sturmsicherung versehen, insbesondere, wenn auf gepflasterten Plätzen keine Erdnägel oder -schrauben verwendet werden können.

- Trinkrucksäcke können auch als Trainingsballast für Laufen und Berggehen dienen.

Ballastwasser wird in halb durchscheinenden PE- oder PP-Gefäßen aus optischen Gründen mitunter mit Desinfektionsmittel blau eingefärbt, um die sonst unweigerliche Veralgung unter Sonnenlicht zu vermeiden.
Treibstofftanks in Schiffen und Flugzeugen können mittels selektiver Füllung und Entnahme mitunter Ballastfunktion übernehmen.
Wassergefüllte Säcke um Baumstämme dienen jedoch – über kleine Löcher – langsam-gleichmäßiger Bewässerung des Wurzelbereichs.

## Sonstiges
- Wohnzimmer-Stehleuchten haben typisch einen flachen zylindrischen Fuß aus glattem dünnem Blech und innen ein flaches Polyethylengefäß gefüllt mit schwerem Beton für ein hohes aufrichtendes Moment, wenn die Stehlampe über eine Fußkante gekippt wird.
- Waschmaschinen haben Ballastgewichte aus Beton, Schwerbeton oder Gusseisen montiert am Bottich um Schleuderunwucht zu relativieren.
- Eine Steadycam-Aufhängung benötigt Ballast.
- Stehaufmännchen sind ballastiert.
- Als Tischtelefone mit fortlaufender Entwicklung um 1980 leichter und leichter wurden, gab es eine unten am Gehäuse einrastbare zinkchromatierte Blechplatte, die für guten Stand sorgte, dieser war vor allem für die Bedienung einer Wählscheibe nötig.
- Die frei hängende Seilschlaufe eines Lamellenvorhangs wird mit einem Handstück mit Umlenkrolle gespannt. Im handlich kleinen Kunststoffgehäuse befindet sich ein Eisenstück als Ballast.
- Soll ein Mensch starke horizontale Zugkräfte ausüben können, kann die Ballastierung mit einem Rucksack zweckmäßig sein. Menschen trainieren auf Kraft und Ausdauer beim Gehen und Laufen mitunter mit Ballast im Rucksack. Besonders für Gymnastik oder Workout werden Ballastgewichte aus Sand oder Eisenkugeln in schlauchartigen Neoprenmanschetten angeboten, die an Hand- und Fußfesseln gebunden werden.
- Als Trainingsgerät für Armkraft dient ein sogenannter Schwingstab, ein etwa 1,50 m langer, gerader elastischer Stab, um dessen Enden je ein Ballastgewicht montiert ist. Am Griff in der Mitte des Stabs wird die Querbiegung händisch angestoßen und kann eine Zeit lang auf Resonanzfrequenz der Biegung erhalten werden.
- Sportbogen haben mitunter zwei Gewichte an kurzen Stangen ein Stück vor dem Bogen, montiert etwas ober- und unterhalb des Griffs.
- Der Balancierstab eines Seiltänzers biegt sich zu beiden Seiten nach unten, wodurch der Artist eine  tiefere Gesamtschwerpunktlage als ohne Stab erreicht. Stabiles aufrechtes (Motor-)Radfahren auf einem gespannten Seil wird durch einen Ballast weit unter dem Fahrzeug möglich. Steht der Fahrer auf, zerstört er das stabile Gleichgewicht und kann eine Rotation um die Seilachse einleiten.
- Kraftfahrzeuge und Arbeitsmaschinen werden mitunter mit Ballast versehen. Zugfahrzeuge für Schwertransporte nehmen Ballast aus stapelbaren Eisenguss- oder Betonplatten auf der Ladefläche auf um durch höheres Gesamtgewicht eine höhere Zug- und Bremskraft auf angehängte Tragwagen ausüben zu können. Damit ein Traktor hinten einen ausladenden Pflug samt den Erdkräften halten kann, nimmt er vorne hydraulisch Eisenscheiben als Ballast auf. Wird am Traktor vorne eine Ladeschaufel benützt, trägt er den Ballast hinten.